# Mão Santa
Francisco de Assis de Moraes Souza GOMM (Parnaíba, 13 de outubro de 1942), mais conhecido por Mão Santa, é um médico e político brasileiro filiado ao União Brasil (UNIÃO). Pelo Piauí, foi governador por dois mandatos, senador e deputado estadual. Teve o mandato cassado por corrupção pelo Tribunal Superior Eleitoral (TSE). Em Parnaíba, foi prefeito por três mandatos.
Cirurgião nascido em Parnaíba. Formado em Medicina pela Universidade Federal do Ceará, é especialista em proctologia. Foi intitulado de "Mão Santa" em razão de suas atividades profissionais na área médica depois que um paciente de condição modesta espalhou pela cidade que havia sido curado por aquele “doutor de mãos santas”.
Iniciou sua vida política pelo Movimento Democrático Brasileiro (MDB), entretanto foi pela Aliança Renovadora Nacional (ARENA) que conquistou seu primeiro mandato político ao ser eleito deputado estadual em 1978. Extinto o bipartidarismo, ingressou no Partido Democrático Social (PDS), pelo qual perdeu a eleição para prefeito de Parnaíba em 1982 e pelo qual foi eleito primeiro suplente de deputado federal em 1986 renunciando a essa condição quando foi eleito prefeito de Parnaíba em 1988. Encerrado o seu mandato iniciou conversações para sair candidato a vice-governador na chapa da aliança situacionista, mas como não recebeu o apoio do Partido Progressista Reformador (PPR), sucessor do antigo PDS, ingressou no Partido do Movimento Democrático Brasileiro (PMDB) e saiu candidato a governador do Piauí em 1994 pela coligação "Resistência Popular".
O início de sua campanha ao primeiro mandado a Governador do Piauí, foi marcado por índices modestos nas pesquisas eleitorais sendo que o mesmo contava com o apoio de apenas três dos então 148 prefeitos do estado, mas apesar de não contar com o apoio dos prefeitos, venceu a disputa. A disputa mais renhida travada por Mão Santa viria em 1998 quando foi reeleito governador do Piauí em segundo turno pela coligação "O Piauí em Boas Mãos", derrotando os partidários da coligação "Avança Piauí". Seu período como governador foi marcado por frases de efeito e ações consideradas de cunho social. Em 2002 foi eleito Senador da República. Com um estilo peculiar, usa bordões como "Atentai bem!”.
Percebendo que o seu partido, o PMDB não lhe daria legenda para concorrer ao Senado em 2010, Mão Santa pediu desfiliação do partido e filiou-se ao Partido Social Cristão (PSC). Em 2016, migrou para o Solidariedade e foi eleito prefeito de Parnaíba, com 45,53% dos votos. Foi eleito prefeito da sua cidade natal, Parnaíba, pela segunda vez, em 2016, iniciando seu mandato em janeiro de 2017. Já no dia 27 de agosto de 2018 pediu desfiliação do Solidariedade para evitar confronto com o partido. Mão Santa já comunicou a decisão ao presidente do Diretório Nacional Paulinho da Força e ao presidente do Diretório estadual, Dr. Pessoa, candidato ao governo do estado. Mão Santa teve divergência com Dr. Pessoa desde a sua filiação. O prefeito não declarou apoio ao candidato do seu partido e lançou sua filha, a delegada Cassandra Moraes Sousa (DEM), como vice na chapa de Luciano Nunes, candidato do PSDB ao governo. Assim filiou-se no Democratas em 31 de agosto de 2019 assinando sua ficha de filiação ao lado do presidente nacional da sigla, ACM Neto, prefeito de Salvador. A assinatura ocorreu durante o encontro municipal do partido em Parnaíba. Recentemente lançou sua reeleição para Prefeito de Parnaíba.

## Governador
Encerrado o seu mandato iniciou conversações para sair candidato a vice-governador na chapa da aliança situacionista, mas como não recebeu o apoio de seu partido o PPR (sucessor do antigo PDS) ingressou no PMDB e saiu candidato a governador do Piauí em 1994 pela coligação Resistência Popular.
O início de sua campanha foi marcado por índices modestos nas pesquisas eleitorais sendo que o mesmo contava com o apoio de apenas três dos então 148 prefeitos do estado, mas apesar disso venceu a disputa contra o candidato Átila Lira, da coligação Vontade do Povo, em segundo turno. Em 1995, Mão Santa foi admitido pelo presidente Fernando Henrique Cardoso à Ordem do Mérito Militar no grau de Grande-Oficial especial.
A disputa mais renhida travada por Mão Santa viria em 1998 quando foi reeleito governador do Piauí em segundo turno pela coligação O Piauí em Boas Mãos derrotando os partidários da coligação Avança Piauí liderada pelo senador Hugo Napoleão (PFL). Seu período como chefe do executivo piauiense foi marcado por frases de efeito e ações consideradas de cunho social.

### Cassação
Eleito, Mão Santa enfrentou um processo na Justiça Eleitoral por abuso do poder econômico durante a campanha impetrada por seu adversário. Após julgamento de 7 votos a zero Tribunal Superior Eleitoral cassou seu mandato em 6 de novembro de 2001 dando lugar a Hugo Napoleão empossado em 19 de novembro daquele ano, após breve investida no cargo, do deputado Kléber Eulálio presidente da Assembleia Legislativa.
Esse foi o primeiro caso de governador cassado por corrupção no Brasil. Na denúncia, Mão Santa foi acusado pelo senador Hugo Napoleão (PFL), que ficou em segundo lugar na disputa pelo governo piauiense em 1998, de comprar votos e abusar dos poderes econômico e político. Em 2001, por unanimidade, Mão Santa teve o mandato cassado no TSE. Hoje é prefeito de Parnaíba (PI).

## Família

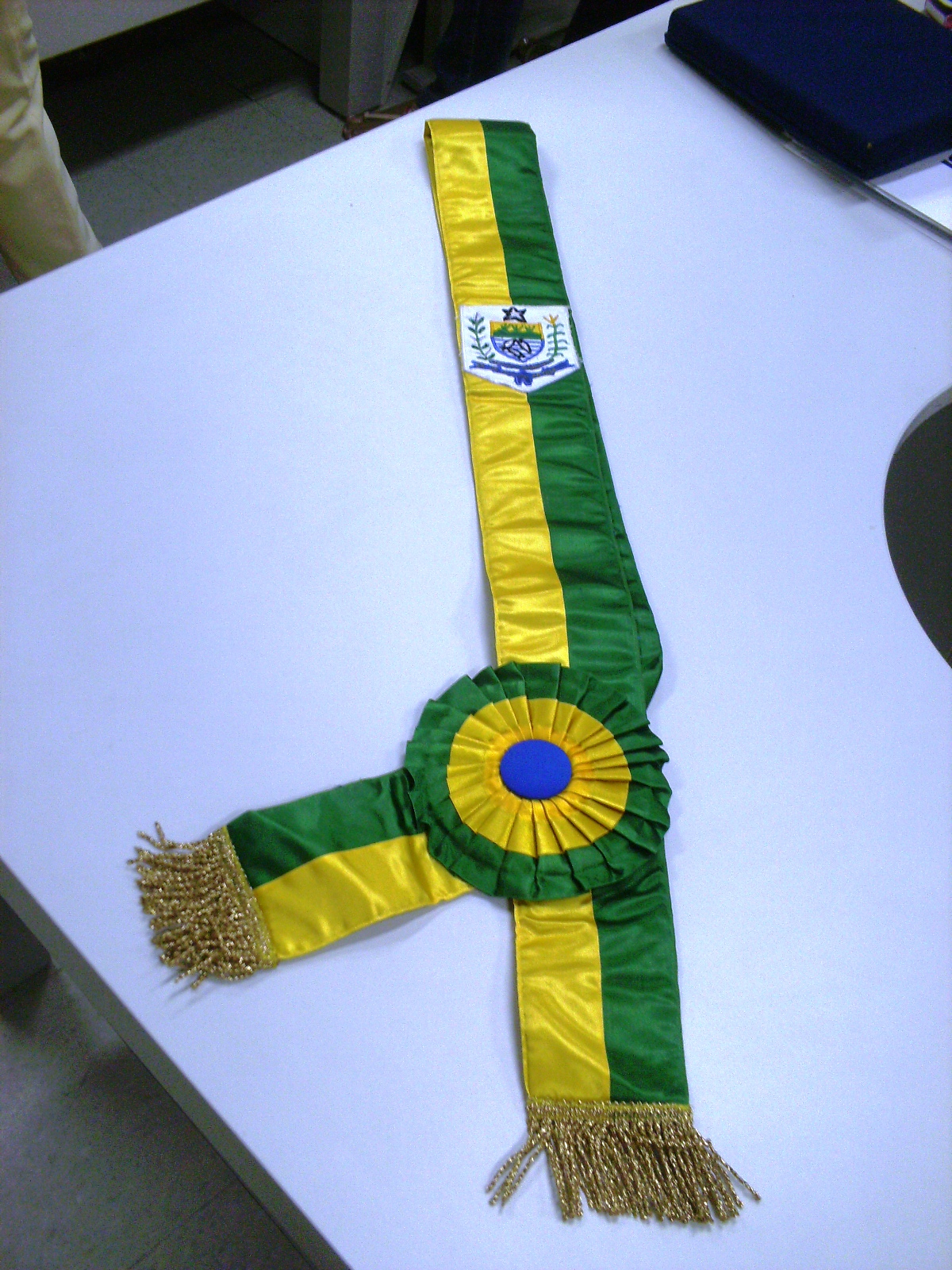
Faixa de governador(a) do Piauí criada por Mão Santa em 1998.

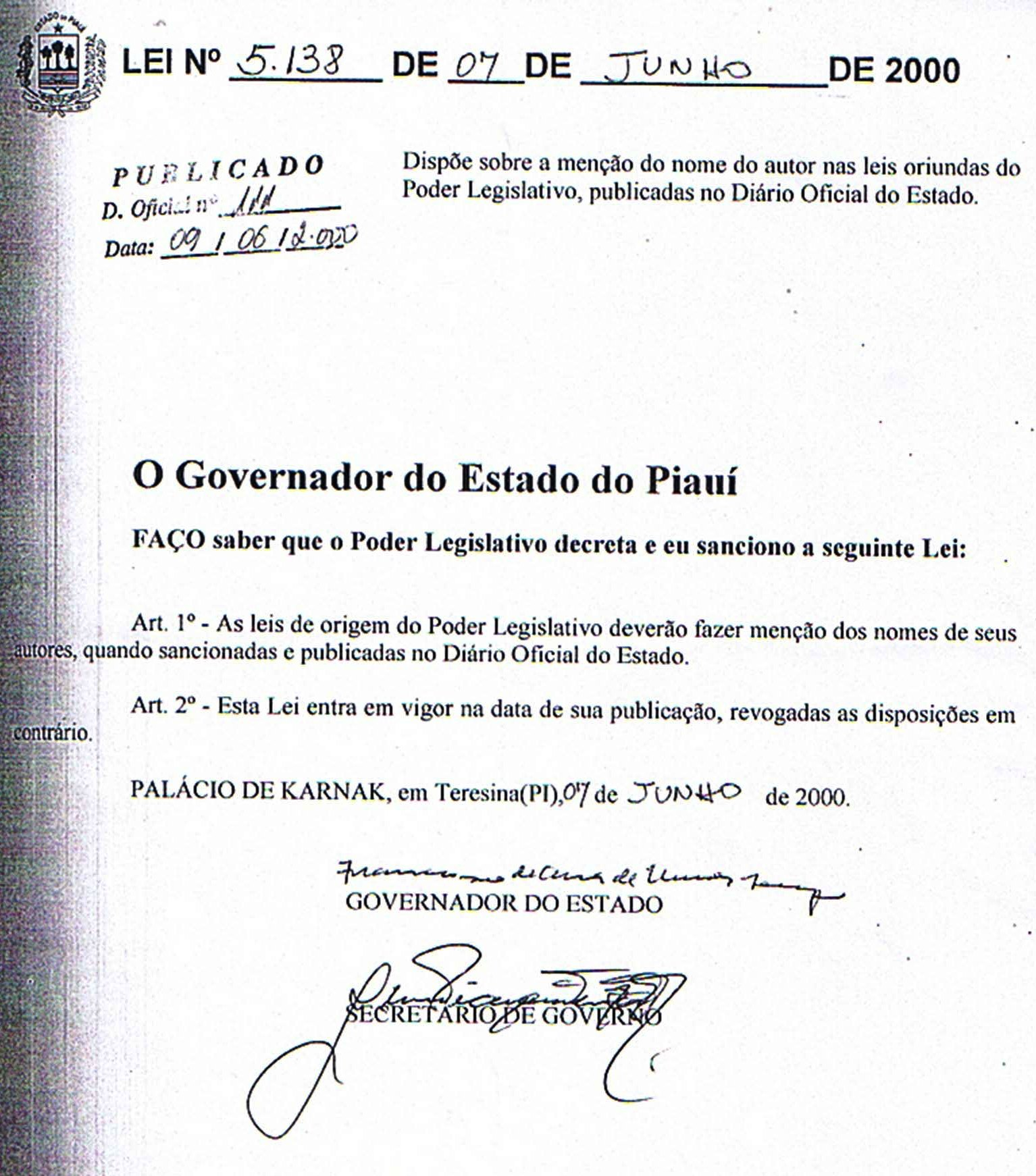
Lei Nº 5138, assinada por Mão Santa em 7 de junho de 2000 que dispõe sobre a menção do nome do autor nas leis oriundas do Poder Legislativo, publicadas no Diário Oficial do Estado do Piauí

Em quase sete anos à frente do governo do Piauí nomeou diversos familiares para cargos no primeiro escalão: sua esposa presidiu o Serviço Social do Estado e após sua saída do governo foi eleita sua primeira suplente no Senado Federal. Francisco de Assis de Moraes Souza Júnior, ("Júnior Mão Santa") foi chefe da Casa Civil.
Outro que ocupou uma posição de destaque em seu governo foi seu irmão, Paulo de Tarso de Morais Sousa, nomeado secretário de Fazenda. Outro de seus irmãos, Moraes Souza, foi secretário de Indústria e Comércio, sendo eleito deputado estadual por cinco vezes e deputado federal uma vez. Seu sobrinho, Moraes Souza Filho foi vereador e depois prefeito de Parnaíba,logo em seguida deputado estadual por dois mandatos, chegando ao cargo de governador do estado do Piauí[carece de fontes?].

## O retorno
Apesar de sua cassação elegeu-se senador em 2002, tendo como primeiro suplente sua própria esposa, Adalgisa Moraes Souza. Ativo no plenário, era um dos que mais discursam na tribuna. Com um estilo peculiar, usava bordões como "Atentai bem!" ou "Ô Luiz Inácio!", ao se referir ao presidente Luiz Inácio Lula da Silva.
Em 2006 candidatou-se novamente ao governo do estado por uma coligação de nome idêntico àquela que lhe proporcionou a vitória em 1994, entretanto, importante parcela de seu partido apoiou a reeleição do governador Wellington Dias. Foi derrotado por este já em primeiro turno.

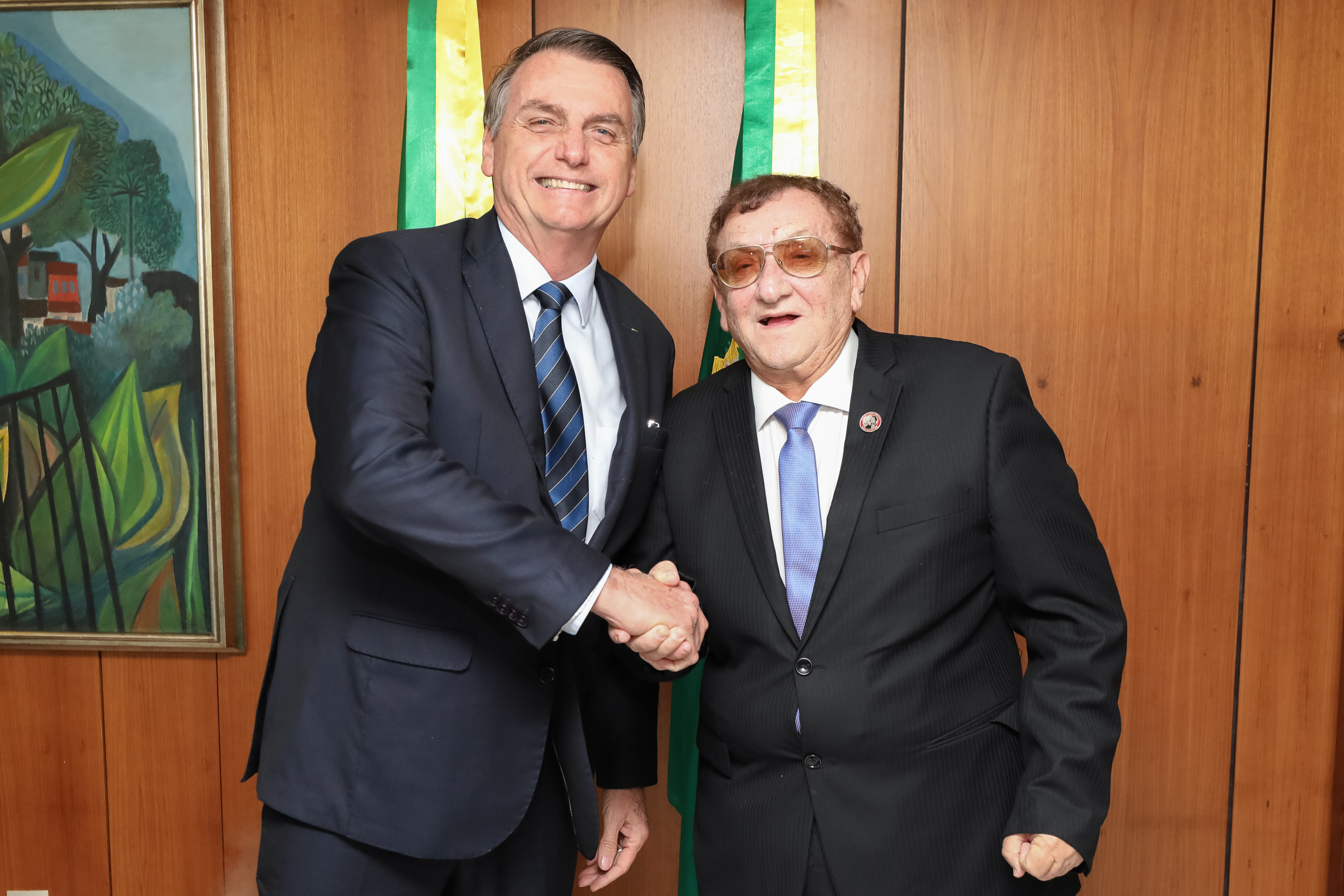
Visita de Mão Santa ao Presidente Bolsonaro

Em 2016, candidatou-se novamente a Prefeito em sua cidade natal, Parnaíba/PI, obtendo uma vitória de virada sobre seu opositor e ex-prefeito, Florentino do PT, ocupando assim, atualmente, o cargo de prefeito do município de Parnaíba, situado no litoral do Piauí.

## Saída do PMDB
Percebendo que o seu partido, o PMDB não lhe daria legenda para concorrer ao Senado federal em 2010, Mão Santa pediu desfiliação do partido e filiou-se ao PSC.

## Partidos
Mão Santa iniciou sua vida política pelo extinto partido Movimento Democrático Brasileiro, ingressou na Aliança Renovadora Nacional (ARENA), conquistando seu primeiro mandato eleitora para deputado estadual em 1978. Extinto o bipartidarismo, ingressou no Partido Democrático Social (PDS) que posteriormente virou o Partido Progressista Reformador (PPR) sucesso do antigo PDS, pelo qual perdeu a eleição para prefeito de Parnaíba em 1982 e pelo qual foi eleito primeiro suplente de deputado federal em 1986 renunciando a essa condição quando foi eleito prefeito de Parnaíba em 1988. Ingressou no Partido do Movimento Democrático Brasileiro (PMDB) e saiu candidato a governador do Piauí em 1994 pela coligação "Resistência Popular.
Em 2016, migrou para o Solidariedade e foi eleito prefeito de Parnaíba, com 45,53% dos votos. Foi eleito prefeito da sua cidade natal, Parnaíba, pela segunda vez, em 2016, iniciando seu mandato em janeiro de 2017. Em 27 de agosto de 2018 pediu desfiliação do Solidariedade para evitar confronto com o partido. Mão Santa comunicou a decisão ao presidente do Diretório Nacional Paulinho da Força e ao presidente do Diretório estadual, Dr. Pessoa, candidato ao governo do estado. Mão Santa teve divergência com Dr. Pessoa desde a sua filiação. O prefeito não declarou apoio ao candidato do seu partido e lançou sua filha, a delegada Cassandra Moraes Sousa (DEM), como vice na chapa de Luciano Nunes, candidato do PSDB ao governo. Assim filiou-se no Democratas (atual União Brasil) em 31 de agosto de 2019 assinando sua ficha de filiação ao lado do presidente nacional da sigla, ACM Neto, prefeito de Salvador. A assinatura ocorreu durante o encontro municipal do partido no litoral piauiense, município de Parnaíba, PI. Recentemente lançou sua reeleição para Prefeito de Parnaíba.

## O Político dos 1000 discursos
Em 17 de abril de 2009 Mão Santa realizou o seu milésimo discurso como senador, fato que foi comemorado no dia seguinte, da Tribuna do Senado, por ele e vários colegas parlamentares.

 Esse é o meu milésimo discurso nesse que é o melhor Senado da República do Brasil em 186 anos (de existência do Poder Legislativo). Nunca houve na história um Senado como o nosso. Tenho vida limpa. Cheguei aqui simples, com a minha crença em Deus, no amor, no estudo e no trabalho. Esse é o caminho.
Sempre citando a esposa Adalgisa, presente à sessão, o parlamentar lembrou que no início da sua carreira, como médico da cidade de Parnaíba, no Piauí, não imaginava que chegaria ao cargo de senador da República.
- Eu desejava apenas operar na Santa Casa de Misericórdia da minha Parnaíba - garantiu.
Também da Tribuna, o senador pelo Piauí leu decálogo escrito pelo colega de partido pelo Rio Grande do Sul, Pedro Simon, intitulado "Decálogo indispensável para o exercício da atividade política".
Vários senadores apartearam Mão Santa para parabenizá-lo pelo milésimo pronunciamento. O presidente do Senado, José Sarney (PMDB-AP), que presidia a sessão, lembrou que antes de conhecer pessoalmente Mão Santa, já havia ouvido falar da fama do então cirurgião que se dedicava aos pobres. Nesta Casa, continuou Sarney, "ele não deixa nunca de mostrar, da Tribuna, a presença do Senado".
- Foram mil manifestações em favor da vitalidade, da vida do Senado. Quando o Senado silenciava, a voz de vossa excelência estava lá mostrando que o Senado não se cala - ressaltou José Sarney.
Também parabenizaram Mão Santa os senadores Geraldo Mesquita (PMDB-AC), Marisa Serrano (PSDB-MS), Heráclito Fortes (DEM-PI), Garibaldi Alves (PMDB-RN), João Tenório (PSDB-AL), Gim Argello (PTB-DF) e João Durval (PDT-BA).

## Denúncias
Em 2 de dezembro de 2010 os ministros do Supremo Tribunal Federal (STF) decidiram por unanimidade aceitar denúncia contra o senador Mão Santa. Mão Santa tornou-se réu em ações na qual é acusado de desviar recursos destinados ao pagamento de funcionários públicos (crime de peculato).
Mão Santa foi acusado pelo Ministério Público Federal de contratar funcionários fantasmas quando governou o Piauí. Segundo a denúncia, em 1998, Mão Santa e mais duas pessoas contrataram diversas pessoas para funções de assessoria na Secretaria Estadual de Administração, sem que estas tenham prestado qualquer serviço ao estado.
O julgamento havia sido interrompido em 2007 por um pedido de vista do ministro Gilmar Mendes, após o relator Carlos Ayres Britto receber a denúncia contra Mão Santa. Em 2001, ele teve o mandato de governador cassado pelo Tribunal Superior Eleitoral (TSE) por abuso de poder político e econômico. O TSE o declarou inelegível por três anos, a contar de outubro de 1998. Já livre da punição, ele se candidatou ao Senado em 2002 e foi eleito.

## Vida literária
É autor de algumas obras, notadamente sobre política, e é membro da Academia Parnaibana de Letras.
O Jornalista Zózimo Tavares lançou em Brasília, o livro "Atentai bem! Assim falou Mão Santa". O livro conta a trajetória política do senador Francisco de Assis Moraes Souza – o Mão Santa, com bom humora e de curiosidades. Zózimo já escreveu e publicou cinco livros sobre folclore político. O coquetel de lançamento está marcado para as 18:30h, na Biblioteca do Senado Federal.
O livro sobre Mão Santa (PSC) foi escrito, segundo o autor, pensando nas pessoas que têm curiosidade em conhecer mais de perto o senador piauiense, que ganhou projeção nacional pela sua assiduidade à tribuna. A obra está dividida em três partes: Mão Santa como senador, governador e prefeito. O autor lembra que o político piauiense chegou ao Senado, em 2003, aos 60 anos de idade, já quebrando o protocolo. Enquanto os demais senadores, quando se dirigem aos colegas, o fazem cerimoniosamente através de um regimental "Vossa Excelência", Mão Salta solta apenas um estridente "Atentai bem!".
O autor resgata episódios marcantes da vida do político de maior audiência na TV Senado, posição conquistada principalmente por seus longos e singulares discursos, sempre recheados de citações literárias, passagens bíblicas, provérbios e ditos populares. Conta, inclusive, como o senador – que é cirurgião geral – ganhou este apelido.
Segundo Zózimo, "os caudalosos pronunciamentos de Mão Santa, sempre de improviso, são como a feira de Caruaru, em Pernambuco, ou a de Picos, no Piauí, ou ainda a de São Cristóvão, no Rio de Janeiro: tem de tudo. Ou, também, como se diz no Nordeste, seus discursos são como saco de cego: tem feijão de toda cor!"
Todos os livros de Zózimo Tavares foram lançados nacionalmente, a partir do primeiro, publicado em 1989 e intitulado "Falem Mal, Mas Falem de Mim", que contou com sessões de autógrafos em Brasília, São Paulo e Minas Gerais. Em Brasília, é a segunda vez que ele faz lançamento de obra literária. O último lançamento que ele fez em Brasília foi o da 4ª edição do livro "O Piauí no Século 20 – 100 fatos que marcaram o Estado", em 2003.